# Simejiz
Simejiz (ukr. Сімеїз, ros. Симеиз, Simieiz, krymskotat. Simeiz) – osiedle typu miejskiego, należące do Autonomicznej Republiki Krymu, podlegające pod jałtańską radę miejską.
Miejscowość status osiedla typu miejskiego posiada od 1929 roku, liczy 3,5 tys. mieszkańców.

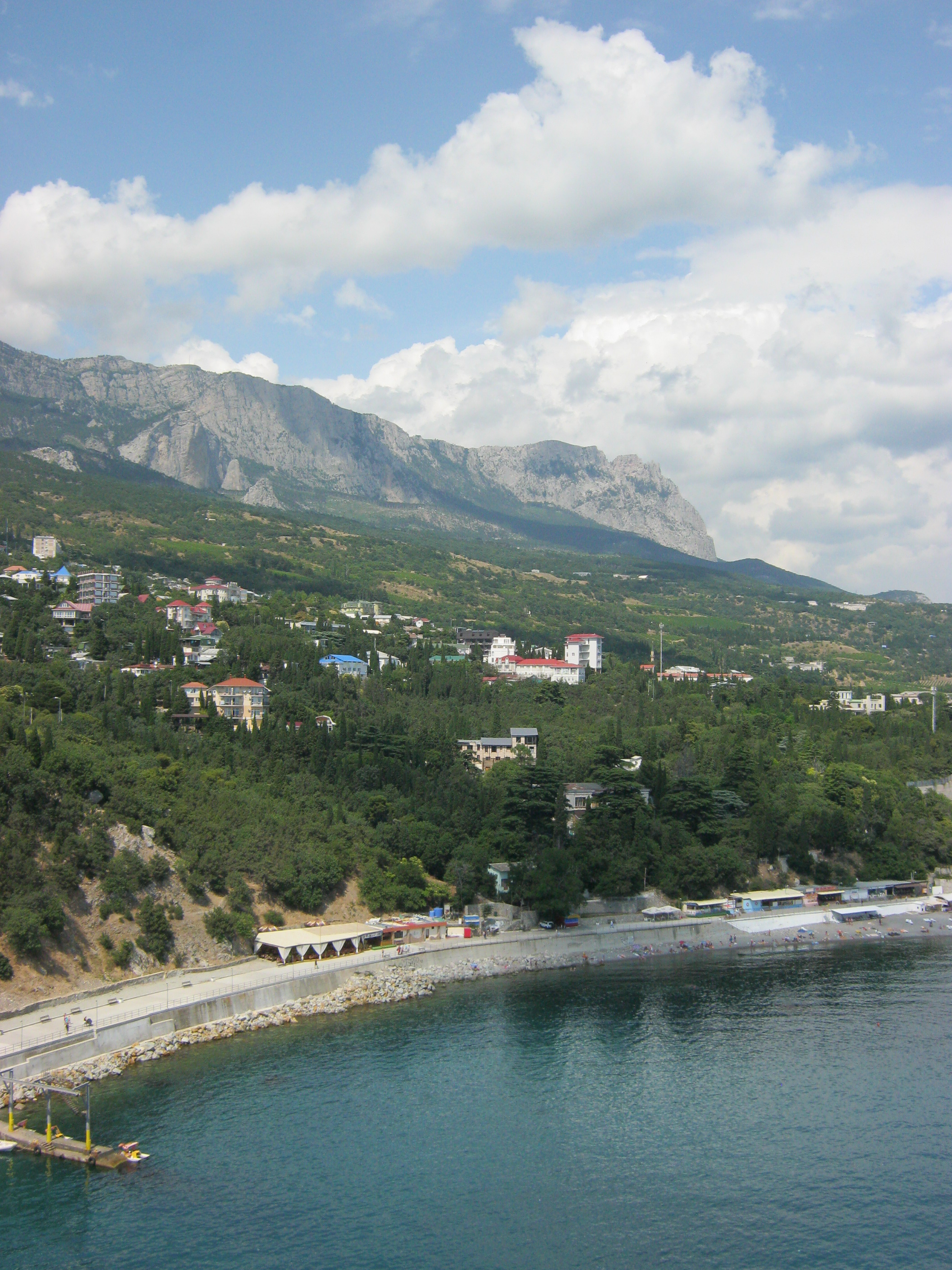
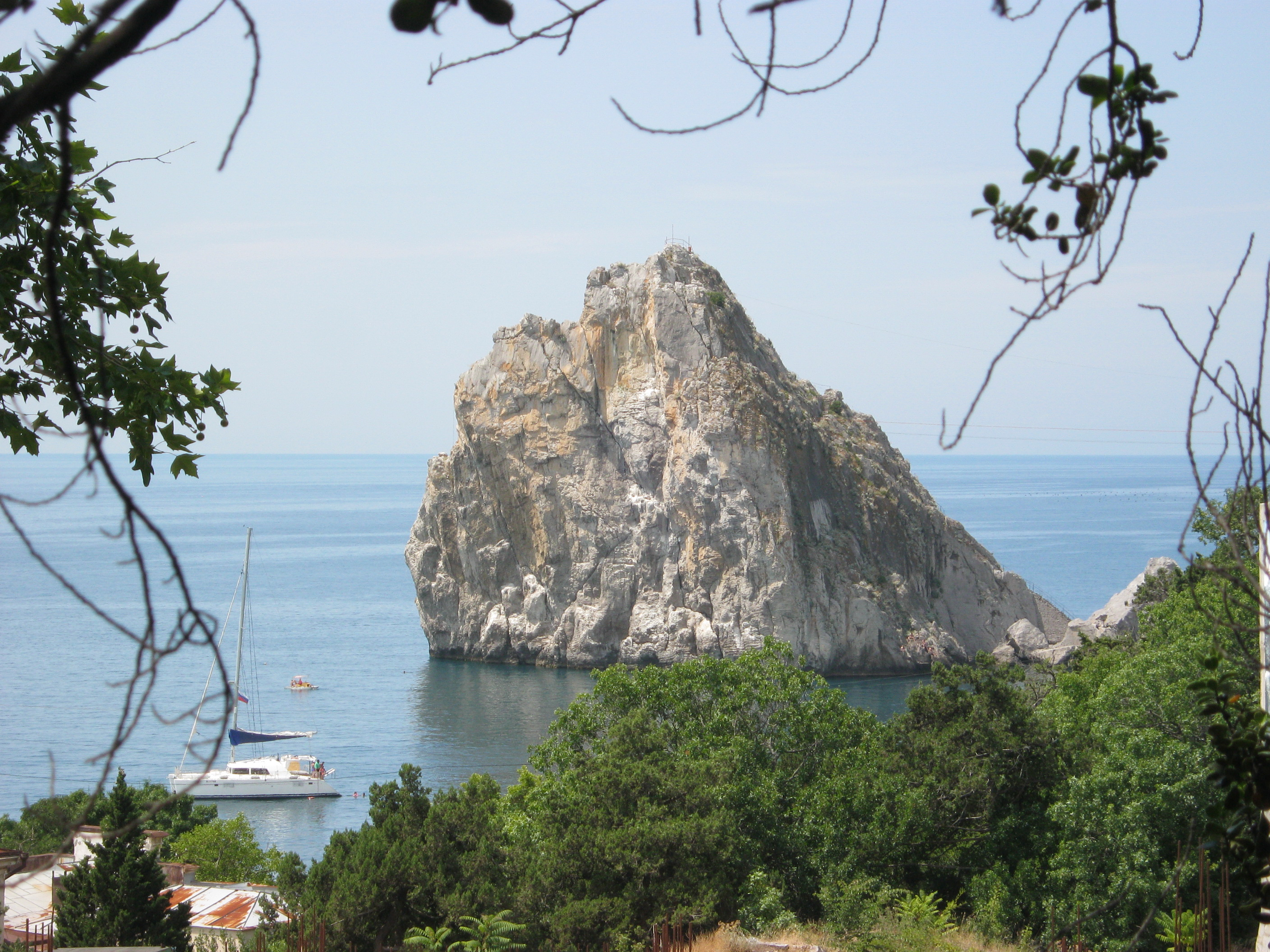
Skała Diva
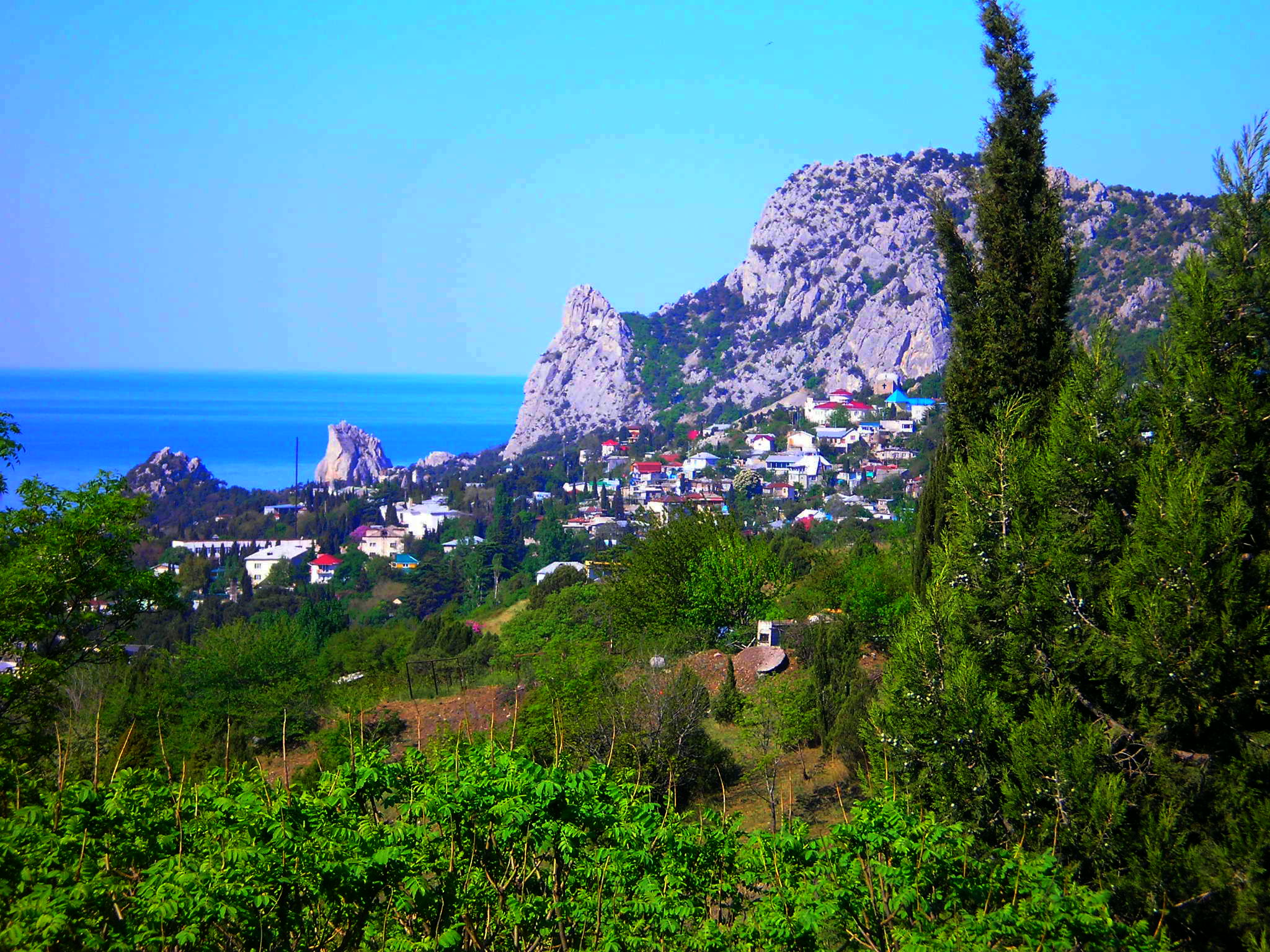
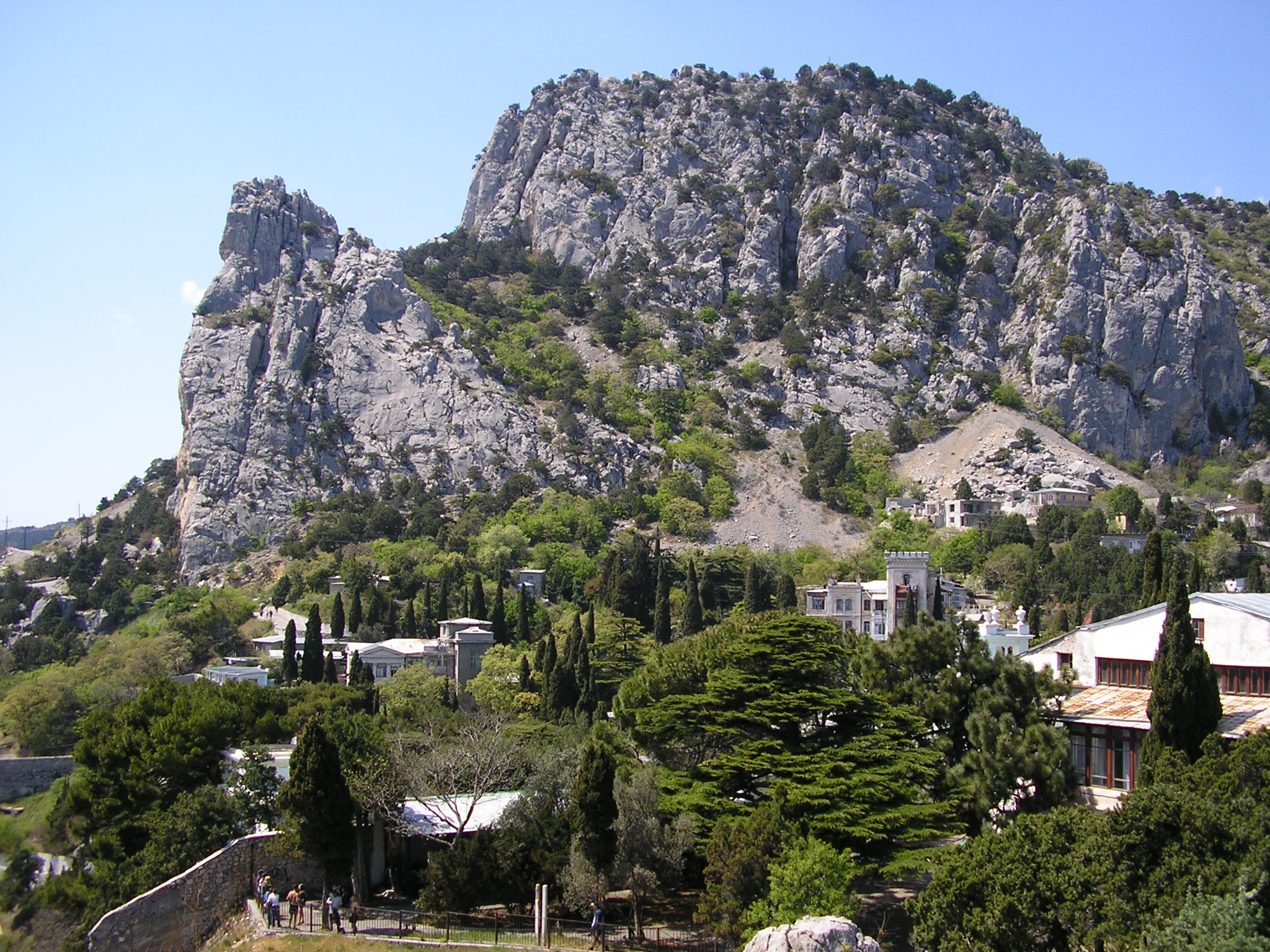
Góra Koshka